# Geno Silva
Geno Silva (Albuquerque, 20 gennaio 1948 – Los Angeles, 9 maggio 2020) è stato un attore statunitense.

## Biografia
Era noto per il suo ruolo di The Skull in Scarface, il silente killer di Sosa in Bolivia (nella scena in cui impicca l'informatore Omar dall'elicottero in volo) e l’assassino di Tony Montana nella sua villa a Miami. Silva recitò in vari altri film tra cui 1941 - Allarme a Hollywood, Il mondo perduto - Jurassic Park, Amistad, Mulholland Drive, Il risolutore, e Arizona campo 4. Fu inoltre uno dei protagonisti della serie televisiva Key West, andata in onda nel 1993 su Fox, in cui apparve in tutti e 13 gli episodi.
È morto il 9 maggio 2020, all'età di 72 anni, per complicazioni legate ad una forma di demenza, di cui soffriva da diverso tempo.

## Filmografia

### Cinema
- Thomasine & Bushrod, regia di Gordon Parks Jr. (1974)
- Arizona campo 4, regia di Mel Stuart (1978)
- 1941 - Allarme a Hollywood (1941), regia di Steven Spielberg (1979)
- Wanda Nevada, regia di Peter Fonda (1979)
- Zoot suit, regia di Luis Valdez (1981)
- Scarface, regia di Brian De Palma (1983)
- Tequila Connection (Tequila Sunrise), regia di Robert Towne (1988)
- La mamma è un lupo mannaro! (My Mom's a Werewolf), regia di Michael Fischa (1989)
- Night Eyes II, regia di Rodney McDonald (1992)
- Amistad, regia di Steven Spielberg (1997)
- Il mondo perduto - Jurassic Park (The Lost World: Jurassic Park), regia di Steven Spielberg (1997)
- Mulholland Drive, regia di David Lynch (2001)
- Il risolutore (A Man Apart), regia di F. Gary Gray (2003)
- 5 Stages of Grief – cortometraggio (2005)
- Tortilla Heaven, regia di Judy Hecht Dumontet (2007)

### Televisione
- On the Rocks – serie TV, 1 episodio (1975)
- Racconti della frontiera (The Quest) – serie TV, 1 episodio (1976)
- ABC Weekend Specials – serie TV, 1 episodio (1977)
- Professione medico (Rafferty) – serie TV, 1 episodio (1977)
- Ishi: The Last of His Tribe, regia di Robert Ellis Miller – film TV (1978)
- Alla conquista del West (How the West Was Won) – serie TV (1978)
- The Young Pioneers – serie TV, 1 episodio (1978)
- Belle Starr, regia di John A. Alonzo – film TV (1980)
- Ovest selvaggio (Wild Times) – miniserie TV (1980)
- Bret Maverick – serie TV, 1 episodio (1982)
- Fantasilandia (Fantasy Island) – serie TV, 1 episodio (1982)
- Mike Hammer investigatore privato (Mike Hammer) – serie TV, 1 episodio (1984)
- T.J. Hooker – serie TV, 1 episodio (1984)
- Hanta Yo - Il guerriero (The Mystic Warrior), regia di Richard T. Heffron – film TV (1984)
- Brothers-in-Law, regia di E.W. Swackhamer – film TV (1985)
- Riptide – serie TV, 1 episodio (1985)
- Simon & Simon – serie TV, 2 episodi (1986-1988)
- Hill Street giorno e notte (Hill Street Blues) – serie TV, 1 episodio (1986)
- A-Team (The A-Team) – serie TV, 1 episodio (1986)
- Houston Knights - Due duri da brivido (Houston Knights) – serie TV, 2 episodi (1987-1988)
- 227 – serie TV, 1 episodio (1987)
- Hunter – serie TV, 1 episodio (1987)
- Top Secret (Scarecrow and Mrs. King) – serie TV, 1 episodio (1987)
- Glitz, regia di Sandor Stern – film TV (1988)
- Police Story: Cop Killer, regia di Larry Shaw – film TV (1988)
- Favorite Son – miniserie TV (1988)
- Miami Vice – serie TV, 1 episodio (1988)
- Fair Game, regia di Noel Nosseck – film TV (1989)
- Monsters – serie TV, 1 episodio (1990)
- El Diablo, regia di Peter Marckle – film TV (1990)
- MacGyver – serie TV, 1 episodio (1991)
- Drug Wars: The Cocaine Cartel, regia di Paul Krasny – film TV (1992)
- La signora in giallo (Murder, She Wrote) – serie TV, episodio 8x19 (1992)
- Fugitive Nights: Danger in the Desert, regia di Gary Nelson – film TV (1993)
- Geronimo, regia di Walter Hill – film TV (1993)
- Key West – serie TV, 13 episodi (1993)
- Due poliziotti a Palm Beach (Silk Stalkings) – serie TV, 1 episodio (1994)
- Deadline for Murder: From the Files of Edna Buchanan, regia di Joyce Chopra – film TV (1995)
- Sentinel – serie TV, 2 episodi (1996)
- Walker Texas Ranger – serie TV, 2 episodi (1996)
- Vanishing Point, regia di Charles Robert Carner – film TV (1997)
- The Agency – serie TV, 1 episodio (2002)
- Alias – serie TV, 1 episodio (2004)
- Enterprise – serie TV, 2 episodi (2005)
- Into the West – miniserie TV (2005)
- I signori del rum (Cane) – serie TV, 1 episodio (2007)

## Doppiatori italiani
Nelle versioni in italiano delle opere in cui ha recitato, Geno Silva è stato doppiato da:
- Saverio Moriones in La signora in giallo, Night Eyes II
- Sergio Di Stefano in Top Secret
- Emilio Cappuccio in Glitz
- Sergio Luzi in La mamma è un lupo mannaro!
- Angelo Nicotra in Mulholland Drive
- Luciano De Ambrosis ne Il risolutore
- Stefano Oppedisano in Alias